# Episodi di Star Trek (serie animata) (prima stagione)
La prima stagione della serie animata di Star Trek è stata trasmessa dalla NBC tra il settembre 1973 e il gennaio 1974. Tutti gli episodi sono stati diretti da Hal Sutherland.
| nº | Titolo originale              | Titolo italiano                | Prima TV USA      | Prima TV Italia |
| -- | ----------------------------- | ------------------------------ | ----------------- | --------------- |
| 1  | Beyond the Farthest Star      | Oltre la più lontana stella    | 8 settembre 1973  |                 |
| 2  | Yesteryear                    | Viaggio a ritroso nel tempo    | 15 settembre 1973 |                 |
| 3  | One of Our Planets is Missing | È scomparso un pianeta         | 22 settembre 1973 |                 |
| 4  | The Lorelei Signal            | Il segnale di Lorelei          | 29 settembre 1973 |                 |
| 5  | More Tribbles, More Troubles  | Animaletti pericolosi          | 6 ottobre 1973    |                 |
| 6  | The Survivor                  | Il superstite                  | 13 ottobre 1973   |                 |
| 7  | The Infinite Vulcan           | Il tocco vulcaniano            | 20 ottobre 1973   |                 |
| 8  | The Magicks of Megas-Tu       | Le magie dei Megas-Tu          | 27 ottobre 1973   |                 |
| 9  | Once Upon a Planet            | C'era una volta un pianeta     | 3 novembre 1973   |                 |
| 10 | Mudd's Passion                | Il filtro di Mudd              | 10 novembre 1973  |                 |
| 11 | The Terratin Incident         | L'avventura su Terratin        | 17 novembre 1973  |                 |
| 12 | The Time Trap                 | La trappola del tempo          | 24 novembre 1973  |                 |
| 13 | The Ambergris Element         | Pianeta subacqueo              | 1º dicembre 1973  |                 |
| 14 | The Slaver Weapon             | L'arma degli Slaver            | 15 dicembre 1973  |                 |
| 15 | The Eye of the Beholder       | Con gli occhi dello spettatore | 5 gennaio 1974    |                 |
| 16 | The Jihad                     | Guerra Santa                   | 12 gennaio 1974   |                 |

## Oltre la più lontana stella
- Titolo originale: Beyond the Farthest Star
- Scritto da: Samuel A. Peeples

### Trama
Durante l'esplorazione del bordo più esterno della galassia, la USS Enterprise viene trascinata dall'enorme gravità di una stella morta. Intrappolato lì, l'equipaggio rinviene in orbita un'antica ed enorme nave abbandonata da trecento milioni di anni. Una volta trasportatisi a bordo, scoprono che la nave apparteneva a una razza insettoide e che vi sono degli squarci nella fusoliera: gli insettoidi l'avevano volontariamente spinta verso il pozzo gravitazionale della stella nana per imprigionare una forma di vita gassosa senziente e intelligente che l'aveva infestata. Tornati sull'Enterprise si rendono conto che l'entità gassosa si è trasportata con loro e che ha infestato la nave, prendendo il controllo dei sistemi vitali e delle armi. Attraverso il traduttore universale essa comunica con gli ufficiali di plancia, che nel frattempo avevano bloccato la consolle di navigazione con un campo di forze simile a quello con cui gli insettoidi avevano protetto la sala computer della loro nave, cosicché l'entità non può governare il vascello. Facendo leva sui sistemi vitali, essa costringe Kirk a liberare la consolle, ma l'astuto capitano, utilizzando i controlli ausiliari manuali, spinge l'Enterprise in rotta di collisione con la stella nana, provocando la fuga dell'entità. In realtà l'Enterprise compie una manovra di fionda, utilizzando la gravità dell'astro morto per sfuggire alla sua orbita.

## Viaggio a ritroso nel tempo
- Titolo originale: Yesteryear
- Scritto da: D.C. Fontana

### Trama
Kirk e Spock tornano da un viaggio nel tempo condotto grazie al Guardiano dell'Eternità in collaborazione con gli scienziati della Federazione. Quando emergono dal portale, nessuno riconosce Spock. Il primo ufficiale della nave è invece un Andoriano, il comandante Thelin.
Indagando, Kirk scopre che nella nuova linea temporale Spock morì all'età di sette anni durante il rito Kahs-wan (una sorta di prova di maturità che dovevano sostenere i giovani Vulcaniani) su Vulcano. Spock ricorda che quando fece il Kahs-wan fu salvato da Selek, un lontano cugino del padre Sarek, quando una belva velenosa lo attaccò nel deserto. Kirk intuisce che Selek fosse in realtà Spock che tornava indietro nel tempo per salvare sé stesso. I due si rendono conto che mentre stavano osservando la storia passata di Orione, Spock non avrebbe potuto trovarsi in due posti (e in due tempi) contemporaneamente per salvarsi da bambino: deve perciò tornare nuovamente indietro attraverso il portale del tempo per salvare la vita a sé stesso.
Spock assume l'identità di Selek e viene accolto nella casa di Sarek e Amanda Grayson. Selek segue il piccolo Spock nel deserto e lo salva dall'attacco della fiera. Tuttavia I-Chaya, il sehlat domestico di Spock, che aveva attaccato la belva prima dell'arrivo di Selek, rimane gravemente ferito, e il giovane Spock corre in città per contattare un "guaritore" che si prenda cura dell'animale. Il medico informa Selek e Spock che è troppo tardi per un antidoto, ma che può solo prolungare la vita di I-Chaya, durante la quale soffrirà per il veleno, o sopprimerlo pietosamente. Il giovane Spock sceglie la seconda opzione: facendo questa scelta, Spock ha quindi scelto lo stile di vita logico vulcaniano. Selek/Spock, riuscito a riparare la storia, ritorna nel presente, non prima di aver insegnato al suo io più giovane come eseguire la presa vulcaniana.

### Critica
L'episodio fu evidentemente preso come ispirazione dagli sceneggiatori della serie live-action Star Trek: Discovery: durante la seconda stagione infatti accade qualcosa di simile a quello raccontato qui, ma a tornare indietro nel tempo non è Spock, bensì Gabrielle Burnham, madre biologica di Michael (adottata da Sarek e Amanda), per salvare la figlia dall'attacco di una fiera. Nonostante la non appartenenza al canone, l'episodio riscosse un notevole successo. Il noto sito di news tecnologiche The Verge consigliava la visione di questo episodio prima della messa in onda della seconda stagione di Discovery.

## È scomparso un pianeta
- Titolo originale: One of Our Planets is Missing
- Scritto da: Marc Daniels

### Trama
L'Enterprise è in rotta verso una nuvola gigante che consuma i pianeti che si trovano sul suo cammino: è diretta verso il pianeta Mantilles, sede di una colonia della Federazione. Kirk porta l'Enterprise all'interno della nuvola nel tentativo di fermarla. La nube è composta da antimateria che gli scudi della nave riescono a respingere a prezzo di un elevato consumo energetico. Scott teletrasporta a bordo un pezzo di nuvola contenendolo in uno speciale contenitore e l'utilizza per rigenerare il nucleo di curvatura. Spock scopre che la nuvola ha un cervello. Nel frattempo Kirk ordina iniziare la sequenza di autodistruzione nel cervello della creatura per ucciderla; tuttavia suggerisce a Spock di utilizzare una fusione mentale vulcaniana per comunicare con l'entità, ritenendo sia intelligente. Poiché il contatto fisico con la nuvola è impossibile, il Vulcaniano utilizza i sensori della nave trasformando i pensieri in impulsi elettrici per realizzare la fusione mentale. Spock comunica alla nube che c'è vita sul pianeta che intende consumare e le permette di vedere attraverso i suoi occhi. Non volendo uccidere altre forme di vita, la nuvola accetta di lasciare il settore e tornare al suo luogo di origine all'esterno della galassia.

## Il segnale di Lorelei
- Titolo originale: The Lorelei Signal
- Scritto da: Margaret Armen

### Trama
L'Enterprise indaga su un settore dello spazio in cui le astronavi scompaiono ogni 27 anni. Un irresistibile segnale musicale attira il vascello su un pianeta nel remoto sistema tauriano. La musica influenza gli uomini dell'Enterprise provocando loro allucinazioni euforiche. Kirk, Spock, McCoy e il tenente Carver si teletrasportano alla fonte dei segnali: le abitanti sono una stirpe di donne bellissime. Mentre si abbandonano agli intrattenimenti offerti dalle indigene, si ritrovano in uno stato di debolezza e invecchiamento rapido: i cerchietti legati nelle loro teste trasmettono alle indigene la loro forza vitale.
A bordo dell'Enterprise Uhura discute con l'infermiera Chapel sulle condizioni degli uomini e conclude che deve assumere il comando della nave, essendo l'ufficiale donna più anziana di grado più alto, togliendo il comando al Secondo Ufficiale Scott e promuovendo Chapel a Ufficiale Medico capo temporaneo.
La squadra di Kirk riesce a fuggire e a nascondersi. Si rendono conto che la perdita di forza è correlata alla vicinanza delle donne. Spock, che non è invecchiato tanto a causa della maggiore longevità vulcaniana, torna indietro per recuperare i comunicatori: ordina quindi a Uhura di inviare una squadra di soccorso tutta al femminile.
Uhura si teletrasporta con Chapel e una squadra di sole donne. Quando le indigene cercano di costringerle ad andarsene, le stordiscono con i phaser. Uhura minaccia di distruggere il loro tempio e le Tauriane spiegano come siano arrivate alla loro situazione attuale: quando la loro gente si stabilì sul pianeta, esso li indebolì e le donne sopravvissero prosciugando l'energia degli uomini, causandone la morte. Le donne sono ora immortali e non invecchiano, ma non possono riprodursi e ogni 27 anni devono attirare i maschi e prosciugare le loro forze vitali per sopravvivere. Su sollecitazione di Uhura, le Tauriane le aiutano a localizzare la squadra di Kirk, che sta annegando a causa di un temporale.
Il processo di invecchiamento viene interrotto con la rimozione dei cerchietti, ma le cure non hanno effetto: a Spock viene in mente di utilizzare i loro schemi sul teletrasporto per ripristinare la loro età originaria.
La leader delle Tauriane, Theela, distrugge il dispositivo che aveva attirato le astronavi. Uhura la informa che una nave tornerà per portarle in un mondo abitabile e che i corpi delle donne dovrebbero tornare alla normalità in pochi mesi: le Tauriane accolgono con gioia la notizia.
- L'episodio è il primo in assoluto del franchise dove viene mostrata una donna assumere il comando, seppur temporaneo, di un vascello federale, tenendo conto che all'epoca il pilota originario Lo zoo di Talos, in cui Una Chin-Riley assunse il comando, non fu mandato in onda.[3] Il produttore Lou Scheimer ha raccontato che Nichelle Nichols ne fu talmente entusiasta che per la felicità «distrusse la stanza» dov'era in corso una tavola rotonda sull'episodio.[4]

## Animaletti pericolosi
- Titolo originale: More Tribbles, More Troubles
- Scritto da: David Gerrold

### Trama
Mentre l'Enterprise scorta due navi da carico automatizzate che trasportano grano sul pianeta Sherman colpito da carestia, un incrociatore da battaglia klingon, comandato dal capitano Koloth, fa fuoco su una navetta federale da ricognizione. L'Enterprise teletrasporta il pilota a bordo. I Klingon usano una nuova arma che rende inerte l'Enterprise e chiedono che gli venga consegnato il pilota. Spock ipotizza che un'arma così potente debba richiedere tutta l'energia della nave klingon. Kirk utilizza le navi da carico per tentare speronare l'incrociatore klingon: senza energia, esso è costretto a fuggire, ma danneggia una delle navi mercantili. Poiché la stiva dell'Enterprise non dispone di spazio sufficiente, l'equipaggio stiva il grano sui vari ponti della nave.
Il pilota è Cyrano Jones, un commerciante interstellare ben noto a Kirk. Era riuscito a ripulire i triboli sulla stazione spaziale K-7 usando un predatore, il glommer, e ora vende triboli "sicuri" geneticamente modificati per essere sterili. I Klingon attaccano di nuovo, disattivando i motori della nave da carico rimanente e facendo fuoco con i siluri fotonici verso l'Enterprise: l'urto fa rompere parecchi container di grano, che viene mangiato dai triboli arrivati a bordo con Jones e ne fa aumentare la massa. Kirk si rifiuta ancora di consegnare Jones, apparentemente perché è un cittadino della Federazione, ma in realtà perché sospetta che i Klingon non avrebbero violato lo spazio della Federazione se Jones non fosse di grande valore per loro. I Klingon usano di nuovo la loro arma a stasi, ma Kirk, su suggerimento di Spock, fa teletrasportare i triboli sulla loro nave.
Koloth ammette che i pianeti klingon sono stati invasi dai triboli venduti da Jones e che il glommer, che era stato creato dai Klingon tramite l'ingegneria genetica e rubato da Jones, è la loro unica speranza di controllarli. Kirk lo restituisce, ma gli enormi triboli spaventano l'animale: Koloth ordina al suo Primo Ufficiale di sparare al tribolo gigante che si scompone in decine di piccoli triboli. McCoy, avendo scoperto in anticipo che i triboli giganti sono in realtà colonie, inietta un composto ai rimanenti triboli sull'Enterprise per rallentarne il metabolismo.

### Critica
Originariamente presentata per la serie originale come il seguito dell'episodio The Trouble with Tribbles, l'idea fu scartata dal produttore Fred Freiberger, a cui non piaceva l'episodio e non voleva produrre altri episodi comici.
Nel 1973 David Gerrold e la sceneggiatrice e produttrice esecutiva della serie animata D.C. Fontana si incontrarono a un convegno su Star Trek. Gerrold si offrì di scrivere un episodio e Fontana si mostrò interessata al sequel di Animaletti pericolosi.

## Il superstite
- Titolo originale: The Survivor
- Scritto da: James Schmerer

### Trama
Mentre pattuglia il confine della zona neutrale romulana, l'Enterprise soccorre una piccola nave privata pilotata da un filantropo sparito da oltre cinque anni, Carter Winston. A bordo dell'Enterprise presta servizio la compagna di Winston, la tenente della sicurezza Anne Nored: Winston, invece di mostrarsi felice di rivederla, chiude a un eventuale ricongiungimento. L'uomo viene visitato da McCoy, che nota alcuni parametri fuori norma, ma ne incolpa gli strumenti di analisi. Kirk intanto dà ordine a Sulu di fare rotta verso il pianeta Rator III attraversando la zona neutrale; il timoniere cerca di ricordare al capitano il trattato che vieta alle navi (sia federali che romulane) di attraversare la zona, ma Kirk è irremovibile e abbandona la plancia. Qualche minuto dopo vi ritorna, ma non ricorda assolutamente di aver dato ordine di attraversare la zona proibita: Spock gli consiglia una visita medica. In infermeria il dottor McCoy tergiversa sulla visita da fare a Kirk e li congeda. I due si insospettiscono, tornano indietro e trovano McCoy stordito in una stanza attigua: Kirk ha notato però che sono presenti tre lettini da degenza invece che i soliti due e scova l'intruso, un Vendoriano, una specie aliena che può trasformare la propria forma a piacimento. L'alieno li ha ingannati assumendo la forma di Winston, che in realtà è morto, e successivamente, dopo averli storditi, di Kirk e McCoy. Nel frattempo giungono due incrociatori da guerra romulani che intimano a Kirk la resa per violazione del trattato. Prendendo la forma di un ingegnere, il Vendoriano disabilita gli scudi deflettori dell'Enterprise, lasciandola vulnerabile all'attacco dei Romulani. Kirk capisce che era tutto un piano dei Romulani: il Vendoriano era in combutta con loro fin dall'inizio. Kirk rilancia al comandante romulano che sono stati loro a violare il trattato con l'inganno e per mezzo di una spia. Improvvisamente lo scudo anteriore dell'Enterprise si riattiva: pensando a un miracolo di Scott, Kirk ordina di aprire il fuoco, ottenendo la ritirata dei Romulani che, nonostante siano in numero maggiore, temono che il Vendoriano confessi tutto, il che li porrebbe in una situazione imbarazzante. In realtà lo scudo anteriore era proprio il Vendoriano che, potendo assumere qualsiasi forma a livello molecolare, si era trasformato in uno schermo di energia. La creatura, pentita, racconta di essere fra la sua gente un pària e di aver accettato l'offerta dei Romulani per darsi uno scopo nella vita. Inoltre si prese cura del vero Winston, assimilandone le doti umane e i sentimenti, compresi quelli per Anne: assumendo la forma delle persone, infatti, i Vendoriani ne assimilano anche i pensieri e i sentimenti. "Winston" verrà processato ma – gli assicura Kirk – l'aver salvato l'Enterprise verrà tenuto in considerazione. Viene infine scortato da Nored.

## Il tocco vulcaniano
- Titolo originale: The Infinite Vulcan
- Scritto da: Walter Koenig

### Trama
Durante l'esplorazione di Phylos, un pianeta appena scoperto, Sulu raccoglie una pianta che cammina e viene avvelenato. Gli esseri indigeni, di origine vegetale, si mostrano alla squadra di sbarco e il loro leader, Agmar, salva la vita al timonere. I Phylosiani affermano di essere stati quasi estinti da un'infezione batterica terrestre portata sul pianeta dal dottor Stavos Keniclius, uno scienziato terrestre sopravvissuto alle guerre eugenetiche. Un clone gigante di Keniclius, chiamato Keniclius 5, rapisce Spock: Keniclius è sopravvissuto attraverso i secoli trasferendo periodicamente la propria coscienza in un nuovo clone più avanzato. Crede che la galassia sia devastata dalla guerra, come lo era la Terra quando l'aveva lasciata, e ha in programma di imporre la pace con l'aiuto di una flotta di navi phylosiane e un clone gigante di Spock che ha creato trasferendovi la coscienza del Vulcaniano, lasciando il corpo originale di Spock un guscio senza mente. Sfortunatamente per lo scienziato, però, lo Spock 2, appena completa la sua coscienza, si rivela identico allo Spock originale anche nel comportamento e usa le sue capacità telepatiche vulcaniane per fondersi mentalmente con il suo sé originale e salvargli la vita. I due Spock e Kirk convincono Keniclius che la necessità del suo piano non esiste più. Spock 2 e Keniclius 5 si dedicheranno d'ora in poi al salvataggio della civiltà phylosiana che a causa dell'infezione terrestre ha perduto la capacità di riprodursi.

### Antefatti
L'episodio fu scritto da Walter Koenig, il Pavel Chekov della serie originale. Quest'episodio fu il primo a essere scritto da un attore del franchise. Koenig, che nella sua carriera si distinse anche come scrittore e sceneggiatore, si era abbastanza arrabbiato a causa dell'esclusione del suo personaggio dalla serie animata per motivi di basso budget, ma propose il soggetto a una collaboratrice di Gene Roddenberry; quest'ultimo, una volta lettolo, chiese a Koenig di scrivere la sceneggiatura, editandola continuamente e provocando ulteriore frustrazione in Koenig. Anni dopo, nella sua autobiografia, Roddenberry ammise che fecero scrivere l'episodio a Koenig come a scusarsi per la sua esclusione dal cast. Koenig chiese di doppiare il dottor Keniclius; inoltre la pianta che punge Sulu si chiama retlaw, ossia "Walter" al contrario. I produttori della serie, soddisfatti dell'episodio, chiesero a Koenig di scriverne altri, ma questi rifiutò (tempo dopo confessò che era ancora offeso per il trattamento riservatogli).

## Le magie dei Megas-Tu
- Titolo originale: The Magicks of Megas-Tu
- Scritto da: Larry Brody

### Trama
Esplorando il centro galattico l'Enterprise viene catturata all'interno di un vortice di energia/materia e i suoi sistemi si guastano. Un essere dalle sembianze di un fauno di nome Lucièn appare in plancia, ripara i sistemi della nave e teletrasporta Kirk, Spock e McCoy nel suo pianeta, Megas-Tu, sul quale le leggi fisiche consentono al fauno megano di manipolare la materia a suo piacimento. Improvvisamente spaventato dall'avvicinarsi di altri Megani, Lucièn riporta i tre sull'Enterprise per evitare che vengano scoperti. Durante l'attesa, l'equipaggio dell'Enterprise si accorge di poter manipolare mentalmente materia ed energia, cosa che i Megani chiamano magia. Lucièn avverte l'equipaggio che i loro esperimenti attireranno attenzioni indesiderate, ma è troppo tardi: gli ufficiali di plancia vengono trasportati in quella che sembra essere la Salem del 1691. I Megani in un tempo remoto avevano visitato la Terra, fraternizzando con gli indigeni. La superstizione portò gli Umani a perseguitare e uccidere per stregoneria i Megani, che fuggirono dal pianeta: adesso intendono ricambiare il favore e processare l'equipaggio dell'Enterprise per ciò che gli Umani fecero alla loro gente. Essendo Spock non Umano, viene scelto come avvocato della difesa. Kirk testimonia che l'Umanità è progredita dal 1691: esaminando i registri dell'Enterprise, i Megani concludono che l'arrivo dei Terrestri su Megas-Tu è stato un fatto casuale e non devono temere un'invasione umana. Tuttavia, Lucièn viene condannato all'eterno isolamento per aver portato gli Umani nel loro mondo. Kirk sostiene che questa è una punizione irragionevolmente crudele per il fauno che, essendo unico tra i Megani, cercava compagnia fra gli Umani, che fondamentalmente gli somigliano, essendo festaioli e socievoli. I Megani affermano che Lucièn in realtà venne scambiato dai primitivi Umani per Lucifero, ma Kirk taccia tutto ciò per sciocchezze, poiché non crede nella superstizione, compresa quella delle tradizioni cristiane, e ingaggia Asmodeus, il capo dei Megani, in una battaglia di magia per determinare il destino di Lucièn. I Megani poi rivelano che la loro minaccia di punire Lucièn era solo un test per determinare se l'Umanità fosse veramente cambiata; sulla base della compassione di Kirk, avrebbero accolto con favore future visite terrestri sul loro pianeta.
- Nel canone l'Enterprise visiterà il centro galattico nel film del 1989 L'ultima frontiera, dove Kirk e Spock si imbatteranno in una creatura semi-divina.

## C'era una volta un pianeta
- Titolo originale: Once Upon a Planet
- Scritto da: Chuck Menville e Len Janson

### Trama
L'Enterprise rivisita il pianeta "parco dei divertimenti" nel sistema Omicron Delta, già visitato in passato. Poco dopo essersi teletrasportati il dottor McCoy viene attaccato dalla Regina di Cuori e la tenente Uhura scompare. Kirk, Spock e Sulu si mettono alla ricerca della collega e scoprono la tomba del custode del pianeta che li aveva accolti calorosamente nella precedente visita. Intanto si manifestano creature che non provengono dai pensieri dei presenti, come accadeva di solito. Poiché il pianeta si era preso cura di McCoy dopo che era stato ferito mortalmente Spock si fa iniettare un medicinale per simulare una grave disfunzione; subito arriva un robot che porta il Vulcaniano nel sottosuolo, seguito da Kirk. McCoy e Sulu intanto vengono seguiti da un drago a due teste.
Nel sottosuolo Kirk e Spock trovano Uhura e scoprono l'unità centrale del pianeta, una sorta di gigantesco mainframe che, essendosi evoluto e avendo acquisito coscienza, si è risentito per essere stato costretto a servire gli organici e adesso cerca di impossessarsi dell'Enterprise per viaggiare nella galassia alla ricerca di altri computer, che pensa siano i veri esseri viventi, considerando invece gli organici come schiavi inutili della nave e della galassia. A tal scopo prende il controllo del computer dell'Enterprise e inizia a manipolare i sistemi della nave.
Dopo avere parlato con il mainframe, Kirk e Spock cercano di persuaderlo che la sua nozione di servitù è sbagliata, rivelando che, contrariamente alla sua ipotesi, essi non sono schiavi dell'Enterprise, che macchine e esseri organici collaborano alla pari, e che la cosa migliore è riprendere il lavoro che ha sempre fatto, poiché sarà ricompensato dal contatto con i numerosi ospiti attratti dal pianeta e potrà, con il tempo, imparare tutto ciò che potrebbe desiderare senza lasciare il suo pianeta natale. La macchina, dopo riflessione, accetta.
- Un espediente narrativo simile è stato usato nel film del 1979 Star Trek: in quel caso era l'entità V'ger a ritenere gli organici delle unità inutili al funzionamento di quella da lui ritenuta vera vita, quella delle macchine.

## Il filtro di Mudd
- Titolo originale: Mudd's Passion
- Scritto da: Stephen Kandell

### Trama
L'Enterprise riceve l'ordine di arrestare il noto truffatore Harry Mudd, accusato di vendere falsi cristalli d'amore. Intercettato sulla colonia mineraria di Motherlode, Kirk e Spock lo salvano da un tentativo di linciaggio dei minatori e lo portano a bordo: qui Mudd spiega di essere sfuggito alla custodia del pianeta degli androidi rubando una nave e di aver girovagato un po', finendo per venire in possesso dei cristalli.
Dopo avere persuaso l'infermiera Chapel, segretamente attratta di Spock, a usare un cristallo d'amore per conquistare il Vulcaniano, Mudd la rapisce, ruba una navetta e fugge su un vicino pianeta roccioso. Durante la colluttazione tra Mudd e Chapel, alcuni dei cristalli d'amore vengono aspirati da una presa d'aria. Spock viene colpito dall'effetto del cristallo di Chapel, facendolo insistere nell'inseguire Mudd sul pianeta per salvara l'amata. Nonostante il parere contrario di McCoy, Kirk è costretto ad assecondare il suo primo ufficiale e lo accompagna sul pianeta.
I cristalli finiti nella presa d'aria influenzano l'intero equipaggio dell'Enterprise, rendendolo semi-inerte. Kirk e Spock trovano Chapel e Mudd, ma i quattro vengono attaccati da due creature di roccia che abitano il pianeta. Per guadagnare tempo, dato che dall'Enterprise nessuno risponde ai loro SOS, Kirk lancia i restanti cristalli d'amore alle creature, facendole interagire fra di loro. I quattro vengono teletrasportati sull'Enterprise giusto in tempo: l'effetto dei cristalli dura infatti poco tempo, lasciando spiacevoli effetti collaterali come un momentaneo astio nei confronti di chi si pensava d'amare. Mudd viene quindi destinato alla riabilitazione.

## L'avventura su Terratin
- Titolo originale: The Terratin Incident
- Scritto da: Paul Schneider

### Trama
Mentre è in missione di osservazione di una nebulosa causata dall'esplosione di una supernova, l'Enterprise riceve uno strano messaggio trasmesso in un codice terrestre vecchio di duecento anni. Il segnale proviene da pianeta di classe M caratterizzato da una forte attività vulcanica e da una massiccia presenza di cristalli sulla superficie. Quando l'Enterprise entra in orbita viene colpita da un raggio di misteriose radiazioni che danneggia i cristalli di dilitio del nucleo di curvatura e fa rimpicciolire l'equipaggio insieme a tutto il resto del materiale organico a bordo della nave, comprese le uniformi (prodotte con delle alghe), facendo diminuire la distanza fra gli atomi che li compongono. McCoy determina che l'equipaggio continuerà a ridursi oltre la propria capacità di controllare la nave, a meno che non venga trovata una cura.
Kirk si teletrasporta in superficie; il teletrasporto lo riporta alla sua dimensione originale. Poco dopo giunge nei pressi di quella che sembra essere una città in miniatura. Il teletrasporto automatico riporta Kirk alla nave dopo dieci minuti, ma l'equipaggio ora è troppo piccolo perché lui possa vederlo. Nel frattempo gli abitanti del pianeta, i Terratin, hanno teletrasportato nella loro mini-città, mantenendoli minuscoli, gli ufficiali di plancia più McCoy e Chapel. Terratin fu una colonia terrestre, originariamente chiamata "Terra Ten"; i suoi abitanti mutarono a causa della radiazione della supernova e ora sono tutti alti poco più di un millimetro e mezzo. Il raggio che ha colpito l'Enterprise non era un attacco, ma era l'unico modo che avevano i Terratin per attirare l'attenzione su di sé: gli sconvolgimenti geologici del pianeta, infatti, non avrebbero dato loro scampo. Gli ufficiali vengono teletrasportati sulla nave e tornano alle dimensioni normali; tuttavia, i Terratin sono stati piccoli per generazioni e non possono essere riportati alle dimensioni normali. Kirk dà ordine di irraggiare con il teletrasporto l'intera microcittà di Terratin, che viene così portata a bordo dell'Enterprise e trasferita su un altro pianeta.
- L'espediente narrativo della miniaturizzazione dovuta a radiazioni galattiche sarebbe stato usato anche per un episodio della sesta stagione di Star Trek: Deep Space Nine.

## La trappola del tempo
- Titolo originale: The Time Trap
- Scritto da: Joyce Perry

### Trama
Durante l'esplorazione del Triangolo Delta, dove molte astronavi sono scomparse, l'Enterprise viene attaccata da alcuni incrociatori da battaglia klingon. L'Enterprise e un incrociatore klingon, il Klothos, capitanato da Kor, vecchia conoscenza di Kirk, vengono trascinati in un vortice spaziotemporale e finiscono in una bolla temporale dove il tempo scorre lentissimamente; qui si imbattono in un cimitero di navi spaziali. Kirk e Kor scoprono che i discendenti degli equipaggi di queste varie navi sono ancora vivi e hanno formato un governo, il Consiglio di Elysia. Elysia è una comunità formata da 123 razze che vivono in pace e armonia e che non hanno mai trovato il modo per fuggire dalla bolla. Ripudiano la violenza e puniscono severamente chiunque la attui, minacciando Kirk e Kor di imprigionarli per un secolo nel caso qualsiasi membro dell'equipaggio vìoli la regola.
Intanto Scott scopre che i cristalli di dilitio del nucleo di curvatura sono stati deteriorati dal vortice temporale e che hanno poche ore prima che rimangano senza potenza. Dopo complessi calcoli e dopo un tentativo andato a vuoto del Klothos, Spock scopre che l'unico modo per fuggire è collegare le due navi per avere una massa maggiore e affrontare il vortice a curvatura 8. Nel rinfresco che Kirk ha dato sull'Enterprise per festeggiare la collaborazione, a cui sono invitati anche gli Elysiani, McCoy e un Klingon hanno un litigio, con il secondo che estrae il phaser; gli Elysiani condannano Kor a cent'anni di esilio, ma Kirk intercede e gli fa ottenere la grazia. La manovra ha successo e le due navi tornano nello spazio normale. Una componente del consiglio con facoltà telepatiche scopre del tradimento di Kor che, durante il rinfresco, ha fatto piazzare una bomba sull'Enterprise che espoderà una volta raggiunta la curvatura 8: Xerius, il presidente del Consiglio elysiano, informa tempestivamente Kirk; Spock e Scott trovano l'ordigno e lo espellono giusto in tempo.

## Pianeta subacqueo
- Titolo originale: The Ambergris Element
- Scritto da: Margaret Armen

### Trama
Mentre esplorano il pianeta Argo, che è stato trasformato in un pianeta acquatico da un antico cataclisma planetario, la squadra di esplorazione viene attaccata da un serpente anfibio e Kirk e Spock sono dispersi. Dopo una lunga ricerca i due vengono ritrovati, ma hanno subìto una mutazione: le mani sono divenute palmate e riescono a respirare solo sott'acqua. Le analisi di McCoy indicano che ciò non può essere un processo naturale, e che quindi sul pianeta c'è vita intelligente, e l'unica speranza per Kirk e Spock di tornare normali è trovarla. Incontrano così gli Acquani, un'avanzata civiltà sottomarina, che esprimono paura e disgusto alla loro vista. Kirk e Spock li seguono da lontano e vengono catturati mentre ammirano la loro città sottomarina. Vengono portati in un tribunale dove vengono accusati di essere spie. Un membro del consiglio, Rila, li difende, chiedendo loro di avere la possibilità di spiegarsi. L'udienza viene interrotta da un'Acquana che riferisce che tre "respira-ossigeno" hanno invaso la foresta marina: si riferiscono a Scott e alla squadra di salvataggio che stanno cercando Kirk e Spock per avvisarli di un imminente terremoto catastrofico. Dopo aver appreso questa notizia, il capo del consiglio decide che Kirk e Spock devono essere portati in superficie e lasciati lì a soffocare. Rila salva loro la vita guidando la squadra di salvataggio di Scott; spiega quindi la storia degli Acquani che ha portato alla loro paura dei "respira-ossigeno": secoli prima erano tutti dei polmonati, ma con lo sprofondamento dei continenti gli scienziati misero a punto una mutazione per consentire la respirazione branchiale. Ciò causò la xenofobia di quei polmonati che non si prestarono alla mutazione, i quali diedero una spietata caccia ai mutati, che da allora diffidano di qualunque essere polmonato. I giovani Acquani, trovando Kirk e Spock sott'acqua, li "salvarono", dal loro punto di vista, fornendo loro la mutazione. Con il passare delle generazioni la mutazione divenne peculiarità della specie; il processo inverso è possibile, ma proibito. Le formule per sintetizzare il composto per la mutazione inversa si trovano nelle rovine degli antichi abitanti di Argo e, nonostante il divieto di accedervi, Kirk e Spock le recuperano. McCoy, traducendole, scopre che il sangue dei mutati contiene una sostanza simile all'ambra grigia delle balene e che un ingrediente fondamentale dell'antidoto è il veleno del serpente d'acqua che li aveva attaccati: chiedono così l'aiuto degli Acquani per catturarlo, ottenendolo. McCoy riesce così a sintetizzare il farmaco, salvando Kirk e Spock. Intanto l'Enterprise riesce a spostare l'epicentro del terremoto, salvando così la città acquana: il continente dove si trova l'antica città degli Argani riemerge, e gli Acquani più giovani decidono di sottoporsi alla mutazione inversa per colonzzare le terre emerse.

## L'arma degli Slaver
- Titolo originale: The Slaver Weapon
- Scritto da: Larry Niven

### Trama
La Copernicus, una navetta dell'Enterprise con a bordo Spock, Uhura e Sulu, è in rotta verso la base stellare 25 per consegnare una scatola di stasi, un antichissimo manufatto della razza estinta degli Slaver, trovato sul pianeta Kzin. Gli Slaver, un popolo che dominò la galassia un miliardo di anni prima, usavano queste scatole per trasportare armi, oggetti di valore, strumenti scientifici e computer. Le scatole fanno in modo che il loro contenuto non venga deteriorato dal trascorrere del tempo (da qui il loro nome). Quando si trovano nei pressi della stella Beta Lyre, la scatola si illumina, rilevando la presenza di un'altra scatola. Seguendo il segnale, la Copernicus atterra su un pianeta ghiacciato, dove i tre vengono catturati dagli Kzinti, che hanno una scatola di stasi vuota e la usano per attirare le astronavi di passaggio. Stanno cercando di rubare le scatole nella speranza di trovare una super arma che riporterà il loro impero alla sua antica grandezza. Gli Kzinti aprono la scatola che la Copernicus stava trasportando, trovando all'interno della carne fresca, l'immagine di uno Slaver (una sorta di rettile palmato con un occhio solo) e un dispositivo dallo scopo ignoto, che gli Kzinti sospettano immediatamente essere un'arma. L'oggetto cambia forma a seconda di come venga impostato un comando sul manico, e i felidi lo sperimentano contro i tre federali, ma con delusione scoprono che la maggior parte delle impostazioni non ha scopi di offesa, a parte un phaser a bassa potenza. Approfittando di una di queste impostazioni, Spock attacca il capitano kzinti, Chuft, sferrandogli un calcio nelle costole e prendendogli l'"arma", cosa che ferisce più l'orgoglio che le ossa del felide, che considera il Vulcaniano un essere inferiore, essendo vegetariano (gli Kzinti, essendo felidi, sono carnivori). L'unico che rispettano è Sulu che, essendo Umano, è onnivoro; essendo anche profondamente misogini, ignorano Uhura. Ruotando il manico, Sulu scopre casualmente un'impostazione segreta dell'"arma" che trasforma l'oggetto in un raggio di conversione totale massa energia che causa esplosioni simil-atomiche. Gli Kzinti catturano nuovamente Uhura e la propongono come merce di scambio per l'"arma"; Chuft inoltre sfida a duello Spock, che rifiuta: l'astuto Vulcaniano sa bene che non avrebbe speranze in un corpo a corpo contro uno Kzinti, e lo ha colpito unicamente per ferire il suo ego, così che non chiami in aiuto altre navi. A causa dell'esplosione da conversione totale, anche Sulu e Spock vengono nuovamente catturati: mentre gli Kzinti esplorano le numerose impostazioni, il dispositivo si trasforma in un computer che inizia a parlare con loro, chiedendo delle password che i felidi ovviamente ignorano; chiedono al computer del raggio di conversione totale, e l'oggetto fornisce delle indicazioni che lo fanno trasformare in uno strumento differente da quello che aveva scoperto Sulu. Quando gli Kzinti provano quella che ritengono l'arma a conversione, avviene un'esplosione che distrugge l'arma e li uccide: il computer, ritenendo di essere finito in mani nemiche (Spock aveva ipotizzato che l'oggetto fosse uno strumento di qualche agente di intelligence) aveva attivato l'autodistruzione. Tornati sulla Copernicus, i tre riprendono la rotta originaria.
- L'episodio è il primo e unico[senza fonte] dell'"era TOS"[N 2], inclusa quindi la serie originale e i film, in cui non compaiono l'Enterprise e il capitano Kirk.

## Con gli occhi dello spettatore
- Titolo originale: The Eye of the Beholder
- Scritto da: David P. Harmon

### Trama
L'Enterprise indaga sulla scomparsa di una squadra scientifica sul pianeta Lactra VII, nella cui orbita si trova l'astronave Ariel, abbandonata. Nell'ultima registrazione del diario di bordo, un ufficiale della Ariel, il tenente comandante Markel, dice che scenderà assieme a due colleghe sul pianeta per ricercare la prima squadra.
Kirk, Spock e McCoy si teletrasportano sulla superficie e scoprono una serie di ambienti insoliti con altrettante strane creature; una di queste è stata già vista dal capitano su un altro pianeta. Analizzando l'ambiente Spock riferisce che è troppo perfetto: per esempio l'acqua è pura al 100%. I tre vengono catturati da una specie di lumaconi giganti con una proboscide prensile e portati in un grande ambiente chiuso, dove vengono osservati dai gasteropodi indigeni. Si tratta dei Lactrani, esseri con capacità intellettive ben oltre le loro. Spock sente che sono telepatici ma comunicano a una velocità troppo elevata per essere compresa. Nell'ambiente chiuso, che i tre ipotizzano essere un serraglio, trovano il com. Markel e la sua squadra: una di essi si è gravemente ammalata, mantre la prima squadra non è sopravvissuta. McCoy determina che potrebbe curarla se avesse il suo kit medico, che è stato confiscato assieme ai loro phaser e comunicatori. Markel dice loro che i Lactrani tentano di soddisfare i bisogni dei loro prigionieri in risposta ai loro pensieri; Kirk ordina a tutti di concentrarsi sull'immagine mentale del kit medico di McCoy e subito dopo i Lactrani glielo consegnano, consentendo a McCoy di curare l'ufficiale malata.
Kirk suggerisce di concentrarsi su un comunicatore come oggetto di cui hanno un disperato bisogno. Un giovane Lactrano consegna un comunicatore a Kirk che immediatamente chiama l'Enterprise per un teletrasporto d'emergenza. Il giovane Lactrano strappa via il comunicatore a Kirk e viene teletrasportato a bordo della nave al suo posto. I Lactrani adulti, spaventati dal fatto che il loro piccolo sia scomparso, concentrano la loro forza telepatica su Kirk, cercando una spiegazione: a causa della velocità dei loro pensieri, rischiano di distruggere la mente del capitano, quindi gli altri ufficiali proiettano (o tentano di farlo) una barriera mentale per proteggerlo.
A bordo dell'Enterprise il giovane Lactrano sonda la mente di Scott ed elabora l'intero computer della nave; subito dopo scende sul pianeta con il capo ingegnere, dove comunica ciò che ha appreso agli adulti che decidono che, sebbene ancora primitivi, Terrestri e Vulcaniani sono capaci di evolversi a un livello superiore e vengono quindi liberati. Saranno i benvenuti – comunicano telepaticamente i Lactrani – tra un certo numero di secoli.
- Lo stesso titolo inglese (Eye of the Beholder) venne utilizzato per una puntata della settima stagione della serie The Next Generation.

## Guerra Santa
- Titolo originale: The Jihad
- Scritto da: Stephen Kandel

### Trama
L'Enterprise si trova sull'asteroide Vedala, dove Kirk e Spock sono stati convocati dagli omonimi abitanti (una razza di felidi, specie più antica conosciuta ad aver esplorato la Galassia) per prendere parte a una missione segreta: recuperare l'"anima di Alar", un manufatto sacro degli Skorr, una civiltà aviaria, che è stato rubato e il cui furto può provocare una jihad galattica. Con Kirk e Spock c'è un team di specialisti: Tchar, il principe ereditario degli Skorr; Sord, un rettile dotato di grande forza; M3 Green, un insettoide maestro dello scasso; Lara, un'umana non terrestre che è un'abile cacciatrice. Tchar spiega che il suo era un popolo di guerrieri che erano in grado di armare fino a duecento miliardi di soldati. Grazie ad Alar, la cui coscienza fu salvata nel manufatto rubato, gli Skorr vivono in pace da due secoli. I sei si recano sul pianeta disabitato dove i Velada ritengono si trovi il manufatto e, dopo aver evitato i pericoli dovuti all'attività geologica del pianeta, ma anche a degli uccelli robot che rapiscono Tchar, trovano una costruzione dove si trova il manufatto e dove rimangono chiusi dentro; qui Kirk deduce che solo uno di loro, essendo il pianeta disabitato, può essere il ladro/sabotatore. Questi si rivela essere Tchar stesso: lo Skorr, rivelando una personalità disturbata, vorrebbe che il suo popolo tornasse all'antico splendore di razza guerriera. Tchar viene consegnato alla Vedala, che assicura che nessuno saprà di cosa sia successo in quelle ore. Kirk e Spock tornano sull'Enterprise, dove un sorpreso Sulu li accoglie dicendo che sono passati solo due minuti dalla loro partenza.